# Vic du Monte's idiot prayer
Vic du Monte's idiot prayer was een Amerikaans postpunkband die opgericht door ex-Kyuss-bandlid Chris Cockrell. De band maakt deel uit van de Palm Desert Scene.
Vic du Monte is de bijnaam van Chris Cockrell. Mario Lalli gaf hem deze bijnaam toen Cockrell in de band Solarfeast zat. De bandnaam is dus een combinatie van de bijnaam van Cockrell en idiot prayer.
De band speelde op 23 april 2005 in de Melkweg (Amsterdam) en 9 april 2005 in 013 (Tilburg). De band werd versterkt door Alfredo Hernandez op drum en gitarist Sargon Dooman. Ze speelde tijdens deze tour als voorprogramma van Brant Bjork and the Bros. Cockrell ging na deze tour verder met Dooman, Childs en Hernandez en veranderde de bandnaam in Vic du Monte's Persona Non Grata. 
De band heeft verder geen materiaal meer uitgebracht.

## Discografie

### Album
- 2005 - Prey for the City

### Compilatiealbums
- 2001 - The International Punk Rock Box Set
- 2007 - Large Compilation CD 7